# Pro Patria et Libertate Sezione Calcio 1981-1982
Questa voce raccoglie le informazioni riguardanti la Pro Patria et Libertate Sezione Calcio nelle competizioni ufficiali della stagione 1981-1982.

## Stagione
Nella stagione 1981-1982 la Pro Patria è allenata da Leopoldo Siegel. Il duo dirigenziale formato da Norbert Hofling e dal direttore sportivo Francesco Laghi rivoluzionano la squadra puntando su alcuni giocatori di esperienza provenienti dalle serie superiori. Malgrado l'eliminazione al primo turno nella Coppa Italia, i tigrotti iniziano bene il campionato. Nelle prime nove giornate incassano 5 vittorie e una sola sconfitta a Pavia. Continuano a veleggiare ai primi posti della classifica, tanto da raggiungere per due giornate la vetta. Il 4 aprile pareggiano 0-0 a Busto Arsizio davanti a 8 000 spettatori con la Carrarese, prima forza del torneo. Poi espugnano il Picco della Spezia con un 2-1, e grazie al secondo posto dietro alla Carrarese ritornano dopo molti anni a disputare un campionato di terzo livello adesso denominato Serie C1. Con 11 reti il miglior marcatore bustocco è stato Giancarlo Bardelli, il quale ha realizzato 1 rete in Coppa Italia e 10 in campionato. Bene anche Paolo Maruzzo arrivato dal L.R. Vicenza e autore di 8 reti.

## Rosa
| N. |                   | Ruolo | Calciatore         |
| -- | ----------------- | ----- | ------------------ |
|    | Italia (bandiera) | P     | Maurizio Baratella |
|    | Italia (bandiera) | A     | Giancarlo Bardelli |
|    | Italia (bandiera) | A     | Gregorio Basilico  |
|    | Italia (bandiera) | C     | Alfredo Betz       |
|    | Italia (bandiera) | C     | Roberto Biasotti   |
|    | Italia (bandiera) | P     | Giovanni Bidese    |
|    | Italia (bandiera) | C     | Salvatore Cerrone  |
|    | Italia (bandiera) | D     | Alberto Farrè      |
|    | Italia (bandiera) | C     | Umberto Fossali    |
|    | Italia (bandiera) | A     | Paolo Frara        |
|    | Italia (bandiera) | D     | Giuseppe Giani     |

| N. |                   | Ruolo | Calciatore           |
| -- | ----------------- | ----- | -------------------- |
|    | Italia (bandiera) | D     | Marco Lancetti       |
|    | Italia (bandiera) | C     | Mariano Marchetti    |
|    | Italia (bandiera) | A     | Paolo Maruzzo        |
|    | Italia (bandiera) | D     | Santino Merli Sala   |
|    | Italia (bandiera) | C     | Giorgio Morini       |
|    | Italia (bandiera) |       | Riccobene            |
|    | Italia (bandiera) | C     | Massimo Rovellini    |
|    | Italia (bandiera) | D     | Pier Luigi Santirana |
|    | Italia (bandiera) | C     | Giuseppe Scandroglio |
|    | Italia (bandiera) | D     | Vincenzo Tarulli     |

## Risultati

### Serie C2

#### Girone di andata
| Arbitro: | Balsamo (Paola) |

|             |           |  |
| Bardelli 5’ | Marcatori |  |

| Arbitro: | Valente (Monfalcone) |

|  |           |               |
|  | Marcatori | 74’ Marchetti |

| Arbitro: | Cesca (Latisana) |

|                              |           |                      |
| Fait 25’ (aut.) Bardelli 44’ | Marcatori | 53’ Fait 78’ Rispoli |

| Arbitro: | Ongaro (Rovigo) |

|          |           |  |
| Pozzi 5’ | Marcatori |  |

| Arbitro: | Lorenzetti (Macerata) |

|              |           |  |
| Bardelli 59’ | Marcatori |  |

| Arbitro: | Gabbrielli (Prato) |

|           |           |             |
| Sessi 30’ | Marcatori | 66’ Maruzzo |

| Arbitro: | Sanna (Alghero) |

|                                               |           |  |
| Rovellini 39’ Maruzzo 49’ Bardelli 67’ (rig.) | Marcatori |  |

| Arbitro: | Vecchiatini (Bologna) |

|            |           |               |
| Colloca 5’ | Marcatori | 71’ Rovellini |

| Arbitro: | Cornieti (Forlì) |

|                          |           |              |
| Bardelli 77’ Maruzzo 82’ | Marcatori | 16’ Lombardi |

| Arbitro: | Valente (Monfalcone) |

|                                      |           |  |
| Zerbio 37’ Del Nero 73’ Bressani 83’ | Marcatori |  |

| Arbitro: | Baldas (Trieste) |

|                                     |           |          |
| Biasotti 17’ Lancetti 42’ Frara 57’ | Marcatori | 74’ List |

| Arbitro: | Agnelli (Siena) |

|  |           |                          |
|  | Marcatori | 40’ Maruzzo 46’ Biasotti |

| Arbitro: | Sarti (Modena) |

|                       |           |                          |
| Baldan 13’ Savino 58’ | Marcatori | 40’ Morini 43’ Marchetti |

| Arbitro: | Caprini (Perugia) |

|             |           |  |
| Maruzzo 56’ | Marcatori |  |

| Casatenovo 3 gennaio 1982 15ª giornata | Casatese          | 0 – 0 | Pro Patria | Stadio Comunale\| Arbitro: \| Baldacci (Torino) \| |
| Arbitro:                               | Baldacci (Torino) |       |            |                                                    |

| Arbitro: | Fassari (Catania) |

|                  |           |             |
| Bardelli 7’, 17’ | Marcatori | 68’ Galasso |

| Arbitro: | Creati |

|  |           |                |
|  | Marcatori | 29’ Merli Sala |

#### Girone di ritorno
| Arbitro: | Damiani (Ascoli Piceno) |

|  |           |                                     |
|  | Marcatori | 29’ Bardelli 85’ (rig.) Scandroglio |

| Arbitro: | Baldacci (Torino) |

|             |           |            |
| Maruzzo 89’ | Marcatori | 29’ Araldi |

| Arbitro: | Catania (Roma) |

|  |           |           |
|  | Marcatori | 77’ Frara |

| Busto Arsizio 14 febbraio 1982 21ª giornata | Pro Patria         | 0 – 0 | Pavia | Stadio Carlo Speroni\| Arbitro: \| Felicani (Bologna) \| |
| Arbitro:                                    | Felicani (Bologna) |       |       |                                                          |

| Arbitro: | De Santis (Treviso) |

|                                    |           |            |
| Antonelli 13’ Marchetti 25’ (aut.) | Marcatori | 2’ Maruzzo |

| Arbitro: | Marascia (Roma) |

|                      |           |  |
| Rovellini 60’ (rig.) | Marcatori |  |

| Arbitro: | Dal Forno (Ivrea) |

|            |           |               |
| Astolfi 5’ | Marcatori | 76’ Rovellini |

| Arbitro: | Sanna (Alghero) |

|                      |           |             |
| Rovellini 21’ (rig.) | Marcatori | 89’ Colloca |

| Arbitro: | Vecchiatini (Bologna) |

|              |           |  |
| Lombardi 65’ | Marcatori |  |

| Busto Arsizio 4 aprile 1982 27ª giornata | Pro Patria        | 0 – 0 | Carrarese | Stadio Carlo Speroni\| Arbitro: \| Tuveri (Cagliari) \| |
| Arbitro:                                 | Tuveri (Cagliari) |       |           |                                                         |

| Arbitro: | De Marchi (Novara) |

|                                                           |           |          |
| Mujesan 46’ Marchetti 51’ (aut.) Gramignoli 82’ Ferla 88’ | Marcatori | 85’ Betz |

| Arbitro: | Catania (Roma) |

|              |           |  |
| Bardelli 79’ | Marcatori |  |

| Arbitro: | Frigerio (Milano) |

|                      |           |            |
| Rovellini 32’ (rig.) | Marcatori | 58’ Baldan |

| Arbitro: | Falsetti (Roma) |

|                        |           |                       |
| Scandroglio 90’ (aut.) | Marcatori | 7’ Frara 60’ Bardelli |

| Arbitro: | Picchio (Macerata) |

|             |           |  |
| Maruzzo 76’ | Marcatori |  |

| Arbitro: | Nicchi (Arezzo) |

|                     |           |               |
| Cucchi 49’ Niro 55’ | Marcatori | 20’ Marchetti |

| Arbitro: | Padovan (Gorizia) |

|          |           |  |
| Betz 88’ | Marcatori |  |

### Coppa Italia

#### Girone 3
| Arbitro: | Zambelli (Brescia) |

|                            |           |  |
| De Lorentis 58’ Baldan 73’ | Marcatori |  |

| Arbitro: | Dall'Oca (Abbiategrasso) |

|                |           |  |
| Di Stefano 83’ | Marcatori |  |

| 30 agosto 1981 3ª giornata |  | – Riposo |  |  |

| Busto Arsizio 2 settembre 1981 4ª giornata | Pro Patria          | 0 – 0 | Legnano | Stadio Carlo Speroni\| Arbitro: \| Calafiore (Brescia) \| |
| Arbitro:                                   | Calafiore (Brescia) |       |         |                                                           |

| Arbitro: | Pampana (Pisa) |

|                     |           |            |
| Bardelli 82’ (rig.) | Marcatori | 63’ Bellio |

| 13 settembre 1981 6ª giornata |  | – Riposo |  |  |